# 临江镇 (开州区)
临江镇，是中华人民共和国重庆市开州区下辖的一个乡镇级行政单位。临江镇自明代中叶在坝临川修建8间草屋，成为集市贸易场所，称临江铺，后来不断扩大，明末清初已发展成为江里（区域名）政治、经济、文化、交通中心，具有“商号数千家”，是全县首镇，并设有外委把总分防，名临江市。民国初年为临江镇，沿用至今。1949年12月解放军进驻后是区公所，镇政府驻地。临江镇人口以汉族为主体，占总人口的99.9%

## 行政区划
临江镇下辖以下地区：
正街社区、川主街社区、东岳街社区、兴隆街社区、青和社区、明月村、龙桥村、同安村、新坝村、石泉村、复杨村、洪星村、河口村、毛垭村、三星村、白池村、马安村、青竹村、七星村、自水村、安乐村、万安村、和胜村、青阳村、三秀村、响石村、应天村、福德村和同乐村。